# 1950 au théâtre
| Années du théâtre : 1947 - 1948 - 1949 - 1950 - 1951 - 1952 - 1953    |
| Décennies du théâtre : 1920 - 1930 - 1940 - 1950 - 1960 - 1970 - 1980 |

Cet article présente les faits marquants de l'année 1950 au théâtre.

## Événements
- 24 février : première pièce télévisée en direct de la Comédie-Française (Le Jeu de l'amour et du hasard de Marivaux)
- 9 juin : Une première représentation théâtrale donnée au château de Brissac donne naissance au festival d'Anjou.

## Pièces de théâtre représentées
- 13 mars : Clérambard de Marcel Aymé, mise en scène Claude Sainval, Comédie des Champs-Elysées
- 13 avril : Fric-Frac d'Édouard Bourdet, mise en scène Simone Berriau, Théâtre Antoine
- 16 avril : L'Équarrissage pour tous de Boris Vian, Théâtre des Noctambules
- 11 mai : La Cantatrice chauve d'Eugène Ionesco, mise en scène Nicolas Bataille, Théâtre des Noctambules (création)
- Août : Pepita ou Cinq cents francs de bonheur d'Henri Fontenille et Maurice Chevit, Théâtre de la Huchette
- L'Échange de Paul Claudel, mise en scène Hubert Gignoux,  Centre dramatique de l'Ouest
- 5 octobre : Le Président Haudecœur de Roger-Ferdinand, mise en scène Louis Seigner, Comédie-Française au théâtre de l'Odéon.
- 12 octobre : Le Feu sur la terre de François Mauriac, mise en scène Jean Vernier, Théâtre des Célestins
- 27 octobre : La Répétition ou l'Amour puni de Jean Anouilh, mise en scène Compagnie Renaud-Barrault, Théâtre Marigny (création)
- 11 décembre : La neige était sale de Frédéric Dard d'après Georges Simenon, mise en scène de Raymond Rouleau, théâtre de l'Œuvre (création)
- 19 décembre : Malatesta d'Henry de Montherlant, Théâtre Marigny (création)
- 21 décembre : M’sieur Nanar, opérette de Jean-Jacques Vital, Pierre Ferrari et André Hornez, musique Bruno Coquatrix, avec Bourvil et Rigoulot au Théâtre de l'Étoile.

## Naissances
- 15 avril : Stepanida Borissova, chanteuse iakoute
- 17 septembre : Rūdolfs Plēpis, acteur letton

## Décès
- 19 décembre : Jacques Grétillat (°1885)